# Girard Rhoden
Girard Rhoden (* 1961 in Chicago) ist ein US-amerikanischer Opern-, Operetten-, Musical- und Liedsänger (Tenor).

## Leben
Girard Rhoden wuchs in einer musikalischen Familie auf. Bereits mit zehn Jahren begann er seine Bühnenausbildung, jedoch zunächst als Schauspieler. An der Universität von Illinois begann seine Karriere als Opernsänger. An der Opera Illinois in Peoria war er Schüler von William Warfield. Nach dem Meisterdiplom in Gesang ging der junge farbige Sänger nach San Francisco, wo er Belmonte in Die Entführung aus dem Serail, Edgard von Rawenswood in Lucia di Lammermoor sowie José in Carmen Jones sang.
1987 kam der Künstler mit der Tourneeproduktion Carmen Jones nach München. Er wurde vom Staatstheater Wiesbaden für den Chor engagiert. Dem folgte ein Engagement an den Städtischen Bühnen Münster. Dort sang er zehn Hauptpartien u. a. den Steuermann in Der Fliegende Holländer, Alfredo in La traviata, Fürst Orlovsky in Die Fledermaus und Lenski in Eugen Onegin. Zu seinem Repertoire an anderen deutschen Bühnen (u. a. in Wuppertal, Lübeck und Darmstadt) gehörten Rollen wie Tamino in Die Zauberflöte, Tony in West Side Story, Belmonte in Die Entführung aus dem Serail u. a. m.
Seit der Spielzeit 1995/96 ist Girard Rhoden festes Ensemblemitglied am Theater Ulm. Dort sang er u. a. die Titelrolle in Massenets Werther, Fernando in Mozarts Cosi fan tutte, Graf Tassilo in Gräfin Mariza, Graf Almaviva in Rossinis Der Barbier von Sevilla, den Nenorino in Donizettis Der Liebestrank, Professor Süffle in Der Vogelhändler, Mario Cavaradossi in Tosca, Ernesto in Don Pasquale, Macduff in Macbeth, den  Pinkerton in Puccinis Madame Butterfly sowie im Jahr 2010 den Sigismund Sülzheimer in dem Singspiel Im weißen Rößl. Der Künstler wirkte am Theater Ulm in der Uraufführung (2003) der Kammeroper Die Judenbuche, von Günter Buhles, in den Rollen des Sprechers der Judengemeinde und des Forsthelfers mit.
Der Tenor, der auch gerne Jazz singt, hat sich ein breites Konzert-Repertoire angeeignet, das Solo-Liederabende, Oratorien und Konzerte mit Orchester (z. B. mit der Philharmonie Karlsbad) umfasst und Werke von Johann Sebastian Bach, Camille Saint-Saëns, Gustav Mahler bis George Gershwin und Cole Porter beinhaltet. Seit vielen Jahren ist Girard Rhoden eng mit der Kammeroper Frankfurt und den Schlossfestspielen Zwingenberg verbunden.
Girard Rhoden ist Stimmbildner des Knabenchores „St. Georgs Chorknaben“ Ulm sowie Chorleiter des „Hope Chor“ Oberelchingen.